# Brug 651
Brug 651 is een vaste brug in Amsterdam-Nieuw West op de grens tussen Slotermeer en Geuzenveld.
De voet- en fietsbrug ligt in de zuidoostelijke hoek van het Eendrachtspark en voert over de gracht die behoort bij de A.A.H. Struijckenkade. Het voet/fietspad loopt door richting Burgemeester Van Leeuwenlaan. De brug is uitgevoerd in de standaardkleuren blauw en wit van Amsterdam, de brug is dan ook afkomstig van de tekentafels van de Dienst der Publieke Werken. De esthetisch architect voor deze brug is Cornelis Johannes Henke, van 1954 tot 1961 collega van Dick Slebos en Dirk Sterenberg, hij zou slechts ongeveer 35 bruggen ontwerpen. De witte overspanning heeft vanuit de brugpijler een lichte V-vorm, een vorm die meer is toegepast in deze buurt. De blauwe leuningen hebben een bijna rechthoekig patroon dat met de lichte welving van het dek meeloopt. De leuningen zijn als een trapezium ingeklemd tussen betonnen borstweringen. Alles rust op een paalfundering van gewapend beton.
De bouwtekeningen vermelden dat de brug een verbinding moest vormen naar het openluchttheater op het voormalige Scholeneiland, dat theater kwam er niet. De brug dateert van midden jaren vijftig. 

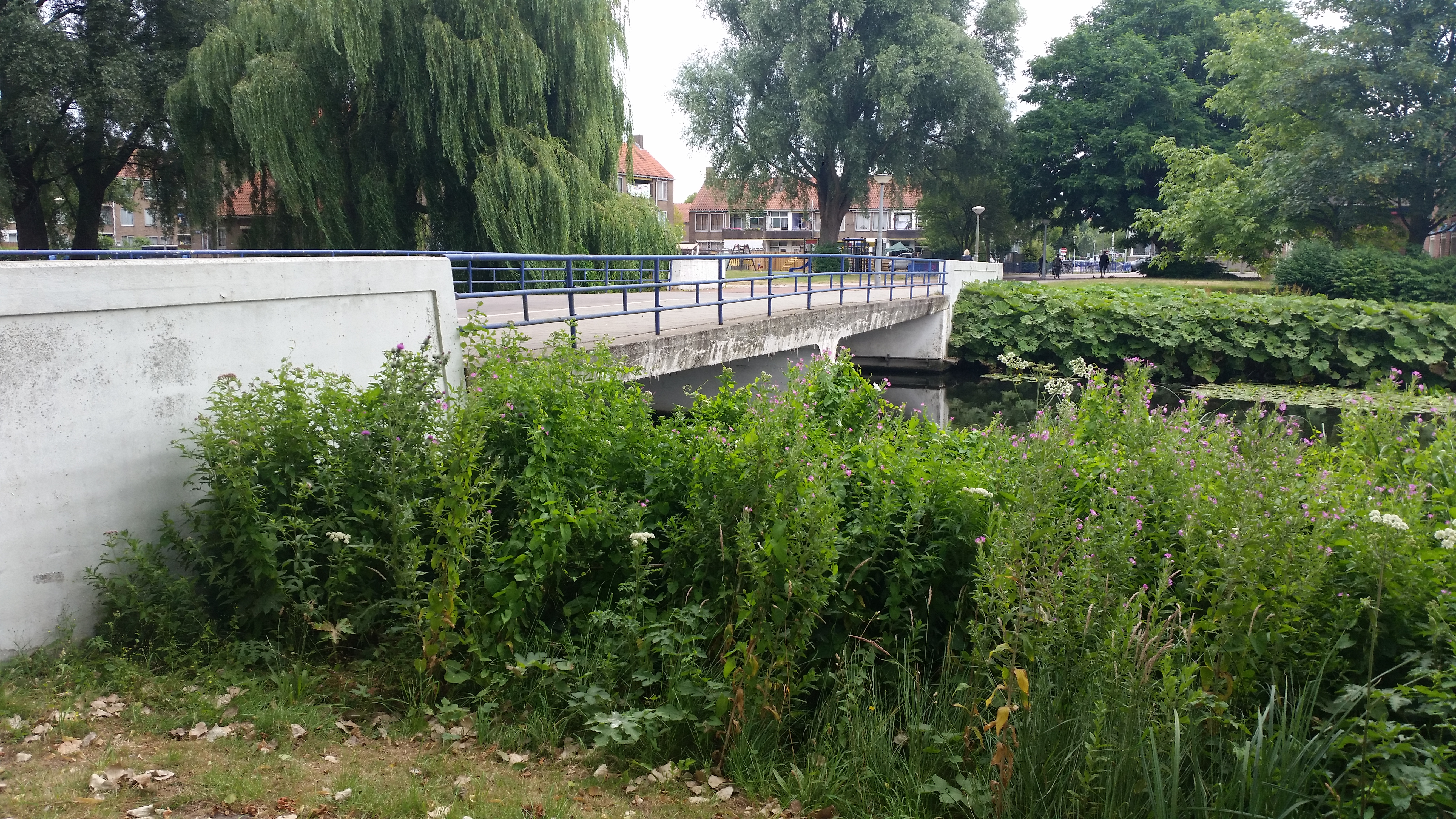
Brug 651, zijaanzicht (augustus 2018)

<<< · 600 · 601 · 602 · 603 · 604 · 605 · 606 · 607 · 608 · 609 · 610 · 611 · 612 · 613 · 614 · 615 · 616 · 617 · 618 · 619 · 620 · 621 · 622 · 623 · 624 · 626 · 627 · 628 · 629 · 630 · 631 · 632 · 633 · 634 · 635 · 636 · 637 · 638 · 639 · 643 · 651 · 652 · 653 · 655 · 656 · 657 · 658 · 659 · 660 · 661 · 662 · 663 · 664 · 665 · 666 · 667 · 668 · 669 · 670 · 671 · 673 · 674 · 675 · 676 · 677 · 678 · 679 · 681 · 682 · 683 · 684 · 685 · 687 · 688 · 689 · 690 · 691 · 692 · 695 · 696 · 699 · >>>
Verdwenen brugnummers: 625 (afgebroken brug Sam van Houtenstraat), 640, 644, 645, 646, 647, 648, 650, 672 (duiker Cornelis Lelylaan, Rembrandtpark), 694, 698.
Nooit gebouwd: 649, 680 (nooit gebouwde brug Sloterplas).
Brugnummers 641, 642, 654, 686, 693, 694 en 697 zijn onbekend.